# Захаров Юрій Васильович
Заха́ров Ю́рій Васи́льович (26 квітня 1930, Благовєщенськ, Амурська область — 19 червня 2006, Миколаїв) — український кораблебудівник, вчений у галузі енергетики водних суден, холодотехніки та кондиціювання газів, дійсний член низки українських та закордонних Академій наук. 1976 — доктор технічних наук, 1977 — професор, 1983 — заслужений діяч науки УРСР.

## Життєпис
1955 року закінчив Новосибірський інститут інженерів водного транспорту, там і працює.
З 1965 року працює у Миколаївському кораблебудівному інституті, з 1972 року завідує кафедрою суднових силових установок — по 1983 рік. З 1983 року завідує організованою ним кафедрою кондиціювання і рефрижерації.
Створив наукову школу по суднових енергетичних установках, кондиціюванню та рефрижерації, системах життєзабезпечення для підводних робіт.
В його доробку більше 400 надрукованих робіт, з них 18 книжок та кілька підручників.
Отримав 60 авторських свідоцтв СРСР на винаходи.
Організував галузеву науково-дослідницьку лабораторію кондиціювання повітря та рефрижерації на суднах.
Підготував 40 докторів та кандидатів наук.
Серед патентів:
- «Модульна зашивка суднового приміщення», 1994, співавтори — Акулов Володимир Андрійович, Багненко Федір Михайлович, Благодатний Валентин Володимирович, Гнезділов Віктор Валентинович, Гріффен Леонід Олександрович, Ельгарт Яків Леонідович, Железняк Михайло Леонідович, Крицький Віталій Данилович, Куперман Фелікс Ушерович, Теплинський Семен Олександрович.